# Agostino Aglio
Agostino Aglio (Crémone, 1777 - Londres, 1857) est un décorateur, dessinateur, graveur, lithographe et peintre italien actif à la fin du XVIIIe et au début du  XIXe siècle, principalement à Londres.

## Biographie
Agostino Aglio naît le 15 décembre 1777 à Crémone (alors dans le duché de Milan, sous la domination des Habsbourg d'Autriche).
À partir de 1789 il est l'élève de Giocondo Albertolli, professeur d'ornementation à l'Académie des beaux-arts de Brera à Milan, puis de Luigi Campovecchio à Rome,.
En 1798, il s'engage comme volontaire dans la légion de la République cisalpine et, de 1799 à 1802, il voyage en Grèce et en Égypte avec l'architecte William Wilkins.

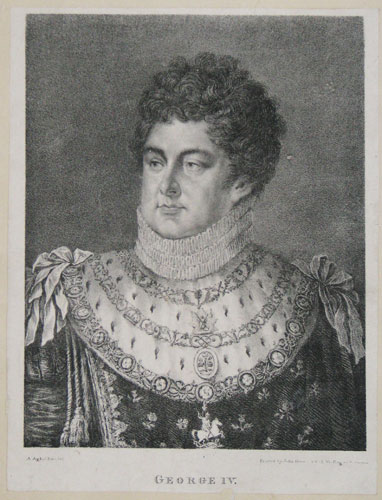
Portrait lithographié de George IV (1823).

À partir de 1803, sur invitation de William Wilkins, il s'établit en Angleterre où il est précurseur dans le domaine de la lithographie,, et où, en 1805, il épouse Letitia Clarke. Aglio collabore en 1807 à l'illustration de l'ouvrage de Wilkins, Antiquities of Magna Graecia. Il travaille principalement comme dessinateur. Il publie A Collection of Capitals and Frises draw from the Antique (Londres 1820-1830) et grave ou lithographie les illustrations de l'œuvre monumentale de Lord Kingsborough, Antiquities of Mexico (Londres 1831-1848, dont le manuscrit original est connu comme Codex Cospi), pour lequel il a parcouru de nombreuses bibliothèques européennes entre 1825 et 1829,. En tant que graveur, il produit principalement des vedute) et des portraits, notamment celui du roi George IV.
En tant que peintre, son œuvre comprend des fresques sur murs et plafonds, des dessins, et il décore des églises, des villas, des théâtres. Il réalise des portraits de la reine Victoria, des peintures de paysages (vedute) et des aquarelles.
Agostino Aglio meurt le 30 janvier 1857 à Londres.

## Publications
- Antiquities of Magna Graecia, comme collaborateur de W. Wilkins (Londres, 1807)[4]
- A Collection of Capitals and Frises draw from the Antique (Londres, 1820-1830)
- Antiquities of Mexico, comme collaborateur de Lord Kingsborough (Londres, 1830-1848)